# Радаускас, Генрикас
Генрикас Радаускас — литовский поэт и переводчик.

## Биография
Детские годы он провёл в небольшой деревне недалеко от города Паневежис. Окончил Паневежскую учительскую семинарию в 1929 году, работал учителем.
В этот период в печати появились его первые стихи.
С 1930 по 1934 годы изучал литовскую, немецкую, русскую филологию в университете имени Витовта Великого в Каунасе.
Работал диктором на радио и редактором Министерства образования Литвы.
В 1935 году опубликовал свой первый сборник стихов.
Во время войны работал секретарём управления по делам искусства, редактором государственного издательства в Каунасе.
В 1944 году был вынужден бежать в Германию и оказался в Берлине, там продолжал писать.
Позже эмигрировал в США, где работал рабочим на мебельной фабрике в Чикаго. В 1959 году устроился на работу в Библиотеку Конгресса США, где и работал до самой смерти в 1970 году.
При жизни поэт издал четыре сборника стихов (три из которых были напечатаны в литовском эмиграционном издательстве за рубежом).
Переводил на литовский
Гёте,
Гейне,
Верлена,
Цвейга,
Мана,
Ахматову.
Его стихи переведены на английский, латышский, эстонский, финский, польский, немецкий, русский и белорусский языки.